# Franz Vohwinkel
Franz Vohwinkel (Monaco di Baviera, 1964) è un illustratore tedesco, noto principalmente per le illustrazioni di giochi da tavolo e di carte.

## Biografia
La sua carriera lavorativa iniziò con un apprendistato presso uno studio fotografico a Dachau che interruppe dopo un anno e mezzo per passare a un'agenzia pubblicitaria di Monaco dove terminò i tre anni di apprendistato e iniziò a lavorare come progettista di layout. La mancanza di un titolo di studio non gli avrebbe permesso di accedere agli studi superiori in Baviera, si trasferì quindi in Assia e più precisamente a Darmstadt dove frequentò l'Università tecnica ottendendo la laurea in design della comunicazione nel 1990.
In questo periodo conobbe Klaus Teuber, autore di I coloni di Catan, che convinse la Hans im Glück a metterlo alla prova come illustratore per Drunter & Drüber. Il gioco vinse il premio Spiel des Jahres 1991 e l'esposizione conseguente diede il via alla sua carriera come illustratore di giochi. Nel 1992 tornò a Monaco dove iniziò a lavorare come illustratore freelance.
Nel 1996 inviò una cartella di suoi disegni alla Wizards of the Coast e questa, che stava cercando un illustratore tedesco da aggiungere agli artisti per le carte di Magic: l'Adunanza, lo incaricò di disegnare le illustrazioni per le carte Goblin Vandal e Fervor dell'espansione Cavalcavento. Continuò a collaborare con la Wizards of the Coast realizzando tra il 2001 al 2006 le illustrazioni per il gioco di carte collezionabile BattleTech Collectible Card Game e tornò nuovamente alle illustrazioni per Magic: l'Adunanza a partire dal 2000, illustrando un totale di 89 carte per quest'ultimo gioco. Nel periodo alla Wizards produsse illustrazioni anche per i manuali di Dungeons & Dragons di terza e quarta edizione.
Dal 2006 vive a Seattle con la moglie Imelda.
Tra i giochi da tavolo che ha illustrato ci sono per esempio Puerto Rico, Tikal, Torres, Egizia, Blue Moon, Mississippi Queen, per giochi di carte collezionabili Legend of the Five Rings, Il Trono di Spade.

## Premi e riconoscimenti
Nel ricevuto due volte il Kurd-Laßwitz-Preis per il miglior illustratore, nel 2008 per la copertina di Tristopolis e nel 2010 per quella di Das Königreich der Lüfte (rispettivamente l'edizione tedesca di Tristopolis Requiem di John Meaney,  e di The Court of the Air di Stephen Hunt).
Nel 2009, Klaus Teuber gli dedicò la carta speciale annuale di I coloni di Catan — gioco di carte (illustrata da Klaus Scherwinski), per aver realizzato dal 1996 tutte le carte del gioco.